# Мещерский, Иван Васильевич
Князь Иван Васильевич Мещерский (1826—1906) — подольский губернатор, камергер двора.

## Биография
Родился 29 июня (11 июля) 1826 года в семье князя Василия Ивановича Мещерского (1795—1871) и баронессы Шарлотты Борисовны Фитингоф (1796—1841). По отцу был внучатым племянником обер-прокурора П. С. Мещерского; по матери — внук ботаника Б. И. Фитингофа. Его старшие братья — действительный статский советник, камергер, тверской предводитель дворянства Борис Васильевич Мещерский (1818—?) и тайный советник и шталмейстер Александр Васильевич Мещерский (1822—1901), сестра — Елена Васильевна Бирон.
Детские годы провел в родительском имении в Ошейкино, куда многочисленная семья Мещерских переехала после отставки отца. В службе состоял с 28 февраля 1848 года. С 13 июня 1854 по 27 января 1856 года был в отставке. В 1861 году был награждён орденом Св. Станислава 2-й степени. Назначен 6 марта 1862 года вице-губернатором Курской губернии и занимал эту должность ровно два года.
С 1863 года состоял в звании камергера. В ноябре 1869 года был назначен губернатором в Подольскую губернию и находился на этой должности до 11 мая 1873 года. С 1 января 1871 года — действительный статский советник; в 1872 году награждён орденом Св. Станислава 1-й степени.
В 1897 году в Санкт-Петербурге жил по адресу: 5-я линия Васильевского острова, 4. Был владельцем имения Миролюбово в Фатежском уезде Курской губернии, построил школу для детей местных крестьян и работников крахмало-паточного завода.
Умер без потомства 6 (19) апреля 1906 года.